# Metro w Medellín
Metro w Medellín – system metra, który przecina obszar metropolitalny Medellín z północy na południe i z centrum na zachód. Jest to pierwszy i jak dotąd jedyny system metra w Kolumbii. 
Metro zostało otwarte w 1995 roku. Obecnie system metra składa się z 2 linii i 25 stacji, a łączna długość tras wynosi 32 km. Linia A o długości 25,7 km łączy stacje Bello (na północy miasta) z La Estrella (na południu). Osiem z 21 stacji zlokalizowano na wiadukcie w centrum miasta. Czas przejazdu wynosi czterdzieści minut. Linia B ma 5,5 km i sześć stacji. Czas przejazdu wynosi 10 minut. Prędkość handlowa obu linii wynosi 40 km/h, a maksymalna - 80 km/h. Linie metra są obsługiwane przez 42 pojazdy wyprodukwane przez MAN/Siemens oraz 38 wyprodukowanych przez CAF.
Oprócz tradycyjnych linii metra, w skład systemu wchodzą linie kolei linowej Metrocable.